# Даниел Стелваген
Даниел Стелваген (на нидерландски: Daniël Stellwagen) е нидерландски шахматист, международен гросмайстор.

## Шахматна кариера
През януари 2003 г. участва в група „В“ на ежегодния турнир във Вайк ан Зее, където заема 2-3 м. с Аркадий Найдич и резултат 8 точки от 13 възможни. През юли завършва на трето място в индивидуалното първенство на Нидерландия с резултат 5,5 точки от 9 възможни, като същия резултат постига вторият Сергей Тивяков.
През февруари 2004 г. участва в мач срещу Давид Барамидзе в Маастрихт, спечелен от нидерландеца с 2,5-1,5 точки (2 победи, реми и загуба). През август заема 1-3 м. с Кришнан Сасикиран и Сергей Тивяков на международен турнир във Влисинген с резултат 7,5 точки от 9 възможни. През септември участва в мач между юношески отбори на Словения и Нидерландия, където записва резултат 2 точки от 4 възможни.
През март 2005 г. участва в мач срещу Ян Тиман в Алмело, който е загубен от Стелваген с 1,5-2,5 точки (3 ремита и загуба). През май спечелва мач срещу Люк ван Вели в Маастрихт с 3-1 точки (2 победи и 2 ремита). През септември спечелва сребърен медал от първенството на Нидерландия с резултат 5 точки от 9 възможни.
През август 2006 г. участва в мач между отборите на „Опитните“ и „Изгряващите звезди“ в Амстердам. Стелваген е част от състава на „Изгряващите звезди“, който включва също Магнус Карлсен, Сергей Карякин, Ян Смитс и Уан Хао. „Изгряващите звезди“ спечелват мача, а Стелваген записва индивидуален резултат 5 точки от 10 възможни.
През 2008 г. участва на шахматната олимпиада в Дрезден с отбора на Нидерландия. Стелваген изиграва 9 партии, записвайки 66,7 процента успеваемост (4 победи, 4 ремита и загуба).
На клубно ниво участва в сезони 2002/2003, 2003/2004, 2004/2005 и 2005/2006 г. на немската Бундеслига с отбора на „Solinger SG“, известен също като „SG Aljechin Solinger“ (съответно 5-о, 7-о, 12-о и 4-то място в крайното класиране). През 2003 г. завършва на второ място в отборното първенство на Нидерландия с клуб „HSG“ (Хилверсюм), след като отборът му губи плейоф за титлата срещу „ZZICT“ (Бреда). През 2004 г. спечелва бронзовите медали от първенството на Нидерландия със същия клуб. През 2006 г. завършва на второ място в Нидерландия с „HSG“, след като отборът му губи на финала от „U-Boat Worx“ (Бреда).